# Nati nel 1965/Gennaio
| Questa pagina contiene informazioni ricavate automaticamente dalle voci biografiche con l'ausilio del template Bio e di un bot. L'aggiornamento è periodico e automatico e ricostruisce completamente la pagina. Se manca una persona in questa lista, sei pregato di non aggiungerla, ma accertati piuttosto che la sua voce biografica contenga il template Bio e che i dati anagrafici siano correttamente compilati. Se il template Bio manca, inseriscilo tu stesso o, in alternativa, metti l'avviso {{tmp\|Bio}} che ne segnala la mancanza. Se i dati riportati sono sbagliati, correggi direttamente la voce biografica; le modifiche saranno visibili in questa lista entro pochi giorni. Per chiarimenti vedi il progetto biografie. La lista contiene solo le 313 persone che sono citate nell'enciclopedia e per le quali è stato implementato correttamente il template Bio. Pagina aggiornata al 2 lug 2025. |

- 1º gennaio - Ramzi Al-Osaimi, ex giocatore di calcio a 5 saudita
- 1º gennaio - Tim Burke, effettista britannico
- 1º gennaio - Jorge Cauz, imprenditore e enciclopedista statunitense
- 1º gennaio - Sebastiano D'Immè, carabiniere italiano († 1996)
- 1º gennaio - Małgorzata Handzlik, politica e imprenditrice polacca
- 1º gennaio - Abdoulaye Armin Kane, scultore, pittore e animatore senegalese
- 1º gennaio - Lucas Kazan, regista e produttore cinematografico italiano
- 1º gennaio - Anthony McGowan, scrittore britannico
- 1º gennaio - Mauro Meluso, dirigente sportivo e ex calciatore italiano
- 1º gennaio - Lisa Roberts Gillan, attrice e produttrice cinematografica statunitense
- 1º gennaio - Asjat Saitov, ex ciclista su strada russo
- 1º gennaio - Jurij Sapega, pallavolista e allenatore di pallavolo sovietico († 2005)
- 1º gennaio - Terri Sewell, politica e avvocato statunitense
- 1º gennaio - Burhan Tia, allenatore di calcio sudanese
- 1º gennaio - Šaban Trstena, ex lottatore macedone
- 1º gennaio - Andrew Valmon, ex velocista statunitense
- 2 gennaio - Peter Beaumont, ex canottiere britannico
- 2 gennaio - Miloš Belák, ex calciatore cecoslovacco
- 2 gennaio - Maria Paola Turcutto, ex ciclista su strada, ciclocrossista e mountain biker italiana
- 3 gennaio - Jens Albinus, attore e regista danese
- 3 gennaio - Volker Framenau, aracnologo e entomologo australiano
- 3 gennaio - Francisco Higuera, ex calciatore spagnolo
- 3 gennaio - Peter Landesman, regista, sceneggiatore e produttore cinematografico statunitense
- 3 gennaio - Lee Min-hyeon, ex cestista sudcoreano
- 3 gennaio - Óscar Moglia de Pazos, ex cestista uruguaiano
- 3 gennaio - José Antonio Montero, ex cestista spagnolo
- 3 gennaio - Andrea Paulgross, dirigente sportivo e cavaliere italiano
- 3 gennaio - Ricardo Prado, ex nuotatore brasiliano
- 4 gennaio - Yvan Attal, attore e doppiatore francese
- 4 gennaio - Luca Bellora, ex giocatore di football americano e allenatore di football americano italiano
- 4 gennaio - Allen Bula, allenatore di calcio e ex calciatore gibilterriano
- 4 gennaio - Kléber Fajardo, ex calciatore ecuadoriano
- 4 gennaio - Guy Forget, ex tennista francese
- 4 gennaio - Gao Zhongxun, ex calciatore cinese
- 4 gennaio - Beth Gibbons, cantante britannica
- 4 gennaio - Vincenzo Gibiino, politico italiano
- 4 gennaio - Rick Hearst, attore statunitense
- 4 gennaio - Héctor Marchena, ex calciatore costaricano
- 4 gennaio - Cait O'Riordan, cantante e bassista irlandese
- 4 gennaio - Julia Ormond, attrice britannica
- 5 gennaio - Anita Campagnolo, cantante italiana
- 5 gennaio - Ricky Paull Goldin, attore statunitense
- 5 gennaio - Vinnie Jones, attore e ex calciatore gallese
- 5 gennaio - Okday Korunan, attore, scrittore e regista teatrale turco
- 5 gennaio - Zsolt Magyar, ex calciatore ungherese
- 5 gennaio - Wolfgang Ospelt, ex calciatore liechtensteinese
- 5 gennaio - José Perdomo, allenatore di calcio e ex calciatore uruguaiano
- 5 gennaio - Sylvio Rocha, allenatore di calcio a 5 e ex giocatore di calcio a 5 brasiliano
- 5 gennaio - Alberto Rojas, vescovo cattolico messicano
- 5 gennaio - Rei Sakuma, doppiatrice giapponese
- 5 gennaio - Patrik Sjöberg, ex altista svedese
- 5 gennaio - Jill Stuart, stilista statunitense
- 5 gennaio - Rick Tuten, giocatore di football americano statunitense († 2017)
- 6 gennaio - Marco Branca, dirigente sportivo e ex calciatore italiano
- 6 gennaio - Marianne Dahlmo, ex fondista norvegese
- 6 gennaio - Alfredo Graciani, calciatore argentino († 2021)
- 6 gennaio - Bjørn Lomborg, ambientalista danese
- 6 gennaio - Tim McDonald, ex giocatore di football americano statunitense
- 6 gennaio - Mihail Petrov, sollevatore bulgaro († 1993)
- 6 gennaio - Marcello Siboni, ex ciclista su strada italiano
- 6 gennaio - Christine Wachtel, ex mezzofondista tedesca
- 7 gennaio - José Manuel Imbamba, arcivescovo cattolico angolano
- 7 gennaio - Alessandro Lambruschini, ex siepista italiano
- 7 gennaio - Flavio Manzoni, designer e architetto italiano
- 7 gennaio - Five for Fighting, cantautore statunitense
- 8 gennaio - Jennifer Abbott, regista, sceneggiatore e produttore cinematografico canadese
- 8 gennaio - Ahn Jae-hyung, ex tennistavolista sudcoreano
- 8 gennaio - Alessandro Angeli, cestista italiano
- 8 gennaio - John Catliff, ex calciatore canadese
- 8 gennaio - Martin Crepaz, ex hockeista su ghiaccio italiano
- 8 gennaio - Michelle Forbes, attrice statunitense
- 8 gennaio - Taoufik Hichri, ex calciatore tunisino
- 8 gennaio - Pascal Obispo, cantautore francese
- 8 gennaio - Andrej Šuvalov, ex schermidore sovietico
- 8 gennaio - Diego Vaschetto, geologo e scrittore italiano
- 8 gennaio - Eric Wohlberg, dirigente sportivo e ex ciclista su strada canadese
- 9 gennaio - Darren Bennett, ex giocatore di football australiano e ex giocatore di football americano australiano
- 9 gennaio - Franco Berni, ex rugbista a 15 e allenatore di rugby a 15 italiano
- 9 gennaio - Muggsy Bogues, ex cestista e allenatore di pallacanestro statunitense
- 9 gennaio - Iain Dowie, ex calciatore e allenatore di calcio nordirlandese
- 9 gennaio - Maurizio Elettrico, artista e scrittore italiano
- 9 gennaio - Valérie Garnier, ex cestista e allenatrice di pallacanestro francese
- 9 gennaio - Rhoda Griffis, attrice statunitense
- 9 gennaio - Haddaway, cantante trinidadiano
- 9 gennaio - Carin Jennings-Gabarra, ex calciatrice statunitense
- 9 gennaio - Farah Khan, coreografa, regista e sceneggiatrice indiana
- 9 gennaio - Jan Madsen, ex calciatore norvegese
- 9 gennaio - Davide Morganti, scrittore, sceneggiatore e drammaturgo italiano
- 9 gennaio - Joely Richardson, attrice britannica
- 9 gennaio - Ivica Žurić, ex cestista croato
- 10 gennaio - Guillermo Angaut, ex rugbista a 15 e medico argentino
- 10 gennaio - Roberto Bordin, allenatore di calcio e ex calciatore italiano
- 10 gennaio - Mario Bortolazzi, allenatore di calcio e ex calciatore italiano
- 10 gennaio - Choi Dae-shik, calciatore sudcoreano († 2024)
- 10 gennaio - Francesco Maria Colombo, scrittore, direttore d'orchestra e fotografo italiano
- 10 gennaio - Butch Hartman, disegnatore, regista e produttore televisivo statunitense
- 10 gennaio - Hiroshi Hirakawa, ex calciatore giapponese
- 10 gennaio - Wouthera Hoolboom, ex cestista olandese
- 10 gennaio - Svetlana Kuznecova, ex cestista e allenatrice di pallacanestro russa
- 10 gennaio - Guillermo Maldonado, pastore protestante, scrittore e personaggio televisivo honduregno
- 10 gennaio - Ian McConnachie, pilota motociclistico britannico
- 10 gennaio - Nathan Moore, cantante inglese
- 10 gennaio - Diego Perren, giocatore di curling svizzero
- 10 gennaio - Marty Roebuck, ex rugbista a 15 australiano
- 10 gennaio - Zetti, allenatore di calcio e ex calciatore brasiliano
- 11 gennaio - Olivia Barash, attrice statunitense
- 11 gennaio - Edyta Bartosiewicz, cantautrice e chitarrista polacca
- 11 gennaio - Bertrand de Billy, direttore d'orchestra francese
- 11 gennaio - Jack Dangers, musicista britannico
- 11 gennaio - Néstor García, allenatore di pallacanestro argentino
- 11 gennaio - Andreja Leskovšek, ex sciatrice alpina jugoslava
- 11 gennaio - Salvatore Raiti, politico e avvocato italiano
- 11 gennaio - Loredana Romito, attrice italiana
- 11 gennaio - Andrea Taurelli Salimbeni, generale italiano
- 11 gennaio - Valentina Valente, soprano italiana
- 11 gennaio - Giorgio Vismara, ex judoka italiano
- 11 gennaio - Christoph Westerthaler, calciatore e allenatore di calcio austriaco († 2018)
- 11 gennaio - Zhou Jihong, ex tuffatrice cinese
- 12 gennaio - Cristina Bertato, ex cestista italiana
- 12 gennaio - Biram Dah Abeid, politico e attivista mauritano
- 12 gennaio - Nikolaj Borščevskij, ex hockeista su ghiaccio russo
- 12 gennaio - DJ Hurricane, musicista, produttore discografico e rapper statunitense
- 12 gennaio - Marina Kiehl, ex sciatrice alpina tedesca
- 12 gennaio - Michele Pertusi, basso italiano
- 12 gennaio - Sjarhej Šmolik, ex arbitro di calcio bielorusso
- 12 gennaio - Fabián Turnes, ex rugbista a 15 e allenatore di rugby a 15 argentino
- 12 gennaio - Alexandra Wentworth, attrice statunitense
- 12 gennaio - Rob Zombie, cantante, regista e sceneggiatore statunitense
- 13 gennaio - Bill Bailey, attore, comico e musicista inglese
- 13 gennaio - Sandro Filipozzi, ex atleta paralimpico italiano
- 13 gennaio - Mara Fullin, ex cestista e allenatrice di pallacanestro italiana
- 13 gennaio - Andrija Gavrilović, allenatore di pallacanestro serbo
- 13 gennaio - Chris Kermode, dirigente sportivo britannico
- 13 gennaio - Kim Jong-boo, allenatore di calcio e ex calciatore sudcoreano
- 13 gennaio - Joseph Mark Spalding, vescovo cattolico statunitense
- 13 gennaio - Michael Worth, attore statunitense
- 13 gennaio - Tomaž Čižman, ex sciatore alpino jugoslavo
- 14 gennaio - Mark Addy, attore britannico
- 14 gennaio - Šamil' Salmanovič Basaev, generale e politico russo († 2006)
- 14 gennaio - Seema Biswas, attrice indiana
- 14 gennaio - Toni Cantó, attore e politico spagnolo
- 14 gennaio - Spiro Leka, ex cestista e allenatore di pallacanestro albanese
- 14 gennaio - Slick Rick, rapper britannico
- 14 gennaio - Andrew Manze, violinista e direttore d'orchestra britannico
- 14 gennaio - Giovanni Miozzi, politico italiano
- 14 gennaio - Désirée Nosbusch, attrice e conduttrice televisiva lussemburghese
- 14 gennaio - Paola Piatta, ex cestista e allenatrice di pallacanestro italiana
- 14 gennaio - Jemma Redgrave, attrice britannica
- 14 gennaio - Barbara Romanò, ex tennista italiana
- 14 gennaio - Zbigniew Jan Zieliński, arcivescovo cattolico polacco
- 15 gennaio - Antonio Albacete, pilota automobilistico spagnolo
- 15 gennaio - Carlo Antonelli, giornalista e direttore artistico italiano
- 15 gennaio - Fabio Baggio, cardinale e arcivescovo cattolico italiano
- 15 gennaio - Jean Yves Béziau, logico svizzero
- 15 gennaio - Derek B, rapper britannico († 2009)
- 15 gennaio - Denis Cauchi, ex calciatore maltese
- 15 gennaio - Florin Curta, archeologo e storico statunitense
- 15 gennaio - Maurizio Fondriest, ex ciclista su strada italiano
- 15 gennaio - Bernard Hopkins, ex pugile statunitense
- 15 gennaio - Adam Jones, chitarrista statunitense
- 15 gennaio - Jelena Milić, politologa serba
- 15 gennaio - James Nesbitt, attore britannico
- 15 gennaio - Zak Spears, attore pornografico statunitense
- 15 gennaio - Chris Wright, ingegnere, imprenditore e politico statunitense
- 16 gennaio - John Carver, allenatore di calcio e ex calciatore inglese
- 16 gennaio - Dario Colagè, fantino italiano
- 16 gennaio - Cedric Hunter, ex cestista statunitense
- 16 gennaio - Rufus Norris, regista e direttore artistico britannico
- 16 gennaio - Aniello Vittoria, militare italiano († 1986)
- 17 gennaio - D.J. Caruso, regista, produttore cinematografico e produttore televisivo statunitense
- 17 gennaio - Günter Jauch, ex schermidore tedesco
- 17 gennaio - Leoš Krejčí, ex cestista cecoslovacco
- 17 gennaio - Manolo, allenatore di calcio e ex calciatore spagnolo
- 17 gennaio - Julián Melero, ex giocatore di calcio a 5 spagnolo
- 17 gennaio - Marco Monza, ex calciatore italiano
- 17 gennaio - Nikolaos Nioplias, allenatore di calcio e ex calciatore greco
- 17 gennaio - Davide Toffolo, fumettista, cantautore e chitarrista italiano
- 17 gennaio - Hennadyj Truchanov, politico ucraino
- 17 gennaio - Sylvain Turgeon, ex hockeista su ghiaccio canadese
- 17 gennaio - Patrick Vervoort, ex calciatore e procuratore sportivo belga
- 18 gennaio - Lasse Arnesen, ex sciatore alpino norvegese
- 18 gennaio - Dave Attell, attore e comico statunitense
- 18 gennaio - Paudge Behan, attore irlandese
- 18 gennaio - Charles Berglund, ex hockeista su ghiaccio svedese
- 18 gennaio - Tairrie B, cantante, cantautrice e rapper statunitense
- 18 gennaio - Noureddine Bounaâs, ex calciatore algerino
- 18 gennaio - Michael Goldenberg, drammaturgo, sceneggiatore e regista statunitense
- 18 gennaio - Karin Kneissl, politica austriaca
- 18 gennaio - John Talen, ex ciclista su strada olandese
- 19 gennaio - Ezio Capuano, allenatore di calcio italiano
- 19 gennaio - Antonio Faraò, pianista italiano
- 19 gennaio - Mette Halvorsen, giocatrice di curling norvegese
- 19 gennaio - Carlos Kaspar, attore argentino
- 19 gennaio - Roy Helge Olsen, ex arbitro di calcio norvegese
- 19 gennaio - J. B. Pritzker, politico e imprenditore statunitense
- 19 gennaio - Juan Carlos Rodríguez, ex calciatore spagnolo
- 19 gennaio - Gina Stile, chitarrista statunitense
- 19 gennaio - Dirk Wiese, ex bobbista tedesco
- 20 gennaio - John Allen, giornalista e scrittore statunitense
- 20 gennaio - Colin Calderwood, allenatore di calcio e ex calciatore scozzese
- 20 gennaio - Matthias Glasner, regista e sceneggiatore tedesco
- 20 gennaio - Valerij Hoborov, cestista sovietico († 1989)
- 20 gennaio - Warren Joyce, allenatore di calcio e ex calciatore inglese
- 20 gennaio - Greg Kriesel, bassista statunitense
- 20 gennaio - John Michael Montgomery, cantautore e musicista statunitense
- 20 gennaio - Sophie Rhys-Jones, duchessa britannica
- 20 gennaio - David Rivers, ex cestista statunitense
- 20 gennaio - Heather Small, cantante britannica
- 20 gennaio - Anton Weissenbacher, ex calciatore rumeno
- 21 gennaio - Massimo Bellinzoni, attore italiano
- 21 gennaio - Salvatore Bonavena, giocatore di poker italiano
- 21 gennaio - Claudio Capone, ex cestista e allenatore di pallacanestro italiano
- 21 gennaio - Robert Del Naja, cantautore, polistrumentista e writer britannico
- 21 gennaio - Micky Dymond, pilota motociclistico statunitense
- 21 gennaio - Emosi Koloto, ex rugbista a 15 e rugbista a 13 tongano
- 21 gennaio - Stephanie Mayr, giocatrice di curling tedesca
- 21 gennaio - Jason Mizell, disc jockey e produttore discografico statunitense († 2002)
- 21 gennaio - Fiona Swarovski, stilista e designer svizzera
- 21 gennaio - Masahiro Wada, dirigente sportivo, allenatore di calcio e ex calciatore giapponese
- 22 gennaio - Steven Adler, batterista statunitense
- 22 gennaio - Bionca, ex attrice pornografica e regista statunitense
- 22 gennaio - Davide Drei, politico italiano
- 22 gennaio - Paul Kodish, batterista inglese
- 22 gennaio - Nikolaj Kovš, ex pistard russo
- 22 gennaio - Diane Lane, attrice statunitense
- 22 gennaio - Silvia Martínez, modella venezuelana
- 22 gennaio - Brian McCardie, attore britannico († 2024)
- 22 gennaio - Mario Meoni, politico argentino († 2021)
- 22 gennaio - Andrew Roachford, cantante britannico
- 22 gennaio - Giovanni Satta, politico italiano
- 22 gennaio - Dirk Snyders, ex cestista belga
- 22 gennaio - Chintara Sukapatana, attrice thailandese
- 22 gennaio - DJ Jazzy Jeff, disc jockey e beatmaker statunitense
- 23 gennaio - Tim Berrett, ex marciatore canadese
- 23 gennaio - Per-Olof Claesson, canottiera svedese
- 23 gennaio - Louie Clemente, batterista statunitense
- 23 gennaio - Fabio Dal Cin, arcivescovo cattolico italiano
- 23 gennaio - Armen Darbinyan, politico armeno
- 23 gennaio - Massimo Ginelli, ex calciatore italiano
- 23 gennaio - Christiana Guinle, attrice brasiliana
- 23 gennaio - Max Pisu, comico, cabarettista e attore italiano
- 23 gennaio - Michael Schade, tenore canadese
- 24 gennaio - Mike Awesome, wrestler statunitense († 2007)
- 24 gennaio - Andreu Buenafuente, conduttore televisivo, comico e produttore televisivo spagnolo
- 24 gennaio - Guido Conti, scrittore italiano
- 24 gennaio - Robin Dutt, allenatore di calcio, ex calciatore e dirigente sportivo tedesco
- 24 gennaio - Porfirio Fisac, allenatore di pallacanestro spagnolo
- 24 gennaio - Leonidas Flores, ex calciatore costaricano
- 24 gennaio - Vincenzo Incenzo, cantautore, scrittore e compositore italiano
- 24 gennaio - Jérôme Noviant, ex sciatore alpino francese
- 24 gennaio - Stefano Paleari, ingegnere italiano
- 24 gennaio - Carlos Saldanha, regista brasiliano
- 24 gennaio - Margaret Urlich, cantante neozelandese († 2022)
- 25 gennaio - Igor' Chochrjakov, ex biatleta bielorusso
- 25 gennaio - Laura Merli, doppiatrice italiana
- 25 gennaio - Ron Rinehart, cantante statunitense
- 25 gennaio - Esa Tikkanen, ex hockeista su ghiaccio finlandese
- 26 gennaio - Randy Allen, ex cestista statunitense
- 26 gennaio - Merril Hoge, ex giocatore di football americano statunitense
- 26 gennaio - Allison Hossack, attrice canadese
- 26 gennaio - Catherine Martin, scenografa, costumista e produttrice cinematografica australiana
- 26 gennaio - Kevin McCarthy, politico statunitense
- 27 gennaio - Battaglia e Miseferi, comico italiano († 2019)
- 27 gennaio - Alan Cumming, attore e regista scozzese
- 27 gennaio - Robbie Earle, ex calciatore giamaicano
- 27 gennaio - Andrea Gianolla, ex cestista italiano
- 27 gennaio - Martin Kree, ex calciatore tedesco
- 27 gennaio - Frans Maassen, dirigente sportivo e ex ciclista su strada olandese
- 27 gennaio - Hristo Markov, ex triplista bulgaro
- 27 gennaio - Pete McCormack, regista cinematografico, sceneggiatore e musicista britannico
- 27 gennaio - Mike Newell, allenatore di calcio e ex calciatore inglese
- 27 gennaio - Espen Olafsen, allenatore di calcio e ex calciatore norvegese
- 27 gennaio - Zagorka Počeković, ex cestista jugoslava
- 28 gennaio - George Bellas, chitarrista statunitense
- 28 gennaio - Nadia Bonfini, ex sciatrice alpina italiana
- 28 gennaio - Lynda Boyd, attrice canadese
- 28 gennaio - Per Gunnar Dalløkken, ex calciatore norvegese
- 28 gennaio - Žasmin Kapralova, ex cestista bulgara
- 28 gennaio - Jens Kujawa, ex cestista tedesco
- 28 gennaio - Corinna zu Sayn-Wittgenstein, nobile tedesca
- 28 gennaio - Simon Milward, dirigente sportivo britannico († 2005)
- 28 gennaio - Eric Moore, ex giocatore di football americano statunitense
- 28 gennaio - Arminas Narbekovas, dirigente sportivo e ex calciatore lituano
- 28 gennaio - Thomas Ponting, ex nuotatore canadese
- 28 gennaio - Gianni Marco Sansonetti, ex calciatore italiano
- 28 gennaio - Kenya Sawada, attore giapponese
- 28 gennaio - Carlotta Tagnin, ex nuotatrice italiana
- 28 gennaio - Marcello Antony, attore brasiliano
- 29 gennaio - Philippe Bérot, ex rugbista a 15 e allenatore di rugby a 15 francese
- 29 gennaio - Paolo Febbraro, poeta e critico letterario italiano
- 29 gennaio - Maria Cristina Fioretti, attrice italiana
- 29 gennaio - Dominik Hašek, ex hockeista su ghiaccio ceco
- 29 gennaio - Tim Johnson, ex giocatore di football americano statunitense
- 29 gennaio - Peter Lundgren, tennista e allenatore di tennis svedese († 2024)
- 29 gennaio - Roberta Oliaro, politica italiana
- 29 gennaio - Sui Xinmei, ex pesista cinese
- 29 gennaio - Dušan Vrťo, ex calciatore slovacco
- 30 gennaio - Jesús Cabrero, attore spagnolo
- 30 gennaio - Wolfgang Feiersinger, ex calciatore e allenatore di calcio austriaco
- 30 gennaio - António Fonseca, allenatore di calcio e ex calciatore portoghese
- 30 gennaio - Alberto Lavoradori, fumettista italiano
- 30 gennaio - Claudio Palumbo, vescovo cattolico italiano
- 30 gennaio - Hans-Peter Pohl, ex combinatista nordico tedesco
- 30 gennaio - Saija Varjus, cantante finlandese
- 31 gennaio - Giōrgos Gasparīs, ex cestista greco
- 31 gennaio - Ofra Harnoy, violoncellista canadese
- 31 gennaio - Diána Igaly, tiratrice a volo ungherese († 2021)
- 31 gennaio - Lilith, cantante italiana
- 31 gennaio - Guido Marini, vescovo cattolico italiano
- 31 gennaio - Andri Marteinsson, ex calciatore islandese
- 31 gennaio - Vlada Stošić, ex calciatore jugoslavo
- 31 gennaio - René Trost, allenatore di calcio e ex calciatore olandese
- 31 gennaio - Emilio Valencia, avvocato e ex calciatore ecuadoriano